# HMS Niger (1759)
La HMS Niger è stata una fregata di classe Niger e sesto grado da 32 cannoni della Royal Navy, varata nel 1759.

## Storia
Nel 1766, sotto il comando di Sir Thomas Adams, il Niger si recò a Terranova e Labrador. A bordo c'erano anche Constantine Phipps e il botanico inglese Joseph Banks. Lo scopo del viaggio era trasportare un gruppo di marinai a Chateau Bay, Terranova e Labrador per costruire un forte, per continuare a rafforzare i rapporti con la popolazione nativa e per ispezionare parte della costa di Terranova.
Banks raccolse molte specie di piante e animali durante quel viaggio, di cui molte sconosciute o non ancora descritte dai botanici europei. Nel 1766 Banks incontrò brevemente James Cook a St John's, tramite il loro comune amico Thomas Adams. Questo incontro avrebbe portato Banks a unirsi a Cook nella sua prima circumnavigazione dal 1769 al 1771.